# Todireni
Todireni è un comune della Romania di 3 655 abitanti, ubicato nel distretto di Botoșani, nella regione storica della Moldavia.
Il comune è formato dall'unione di 5 villaggi: Cernești, Florești, Gârbești, Iurești, Todireni.